# إريكو مالاتيستا

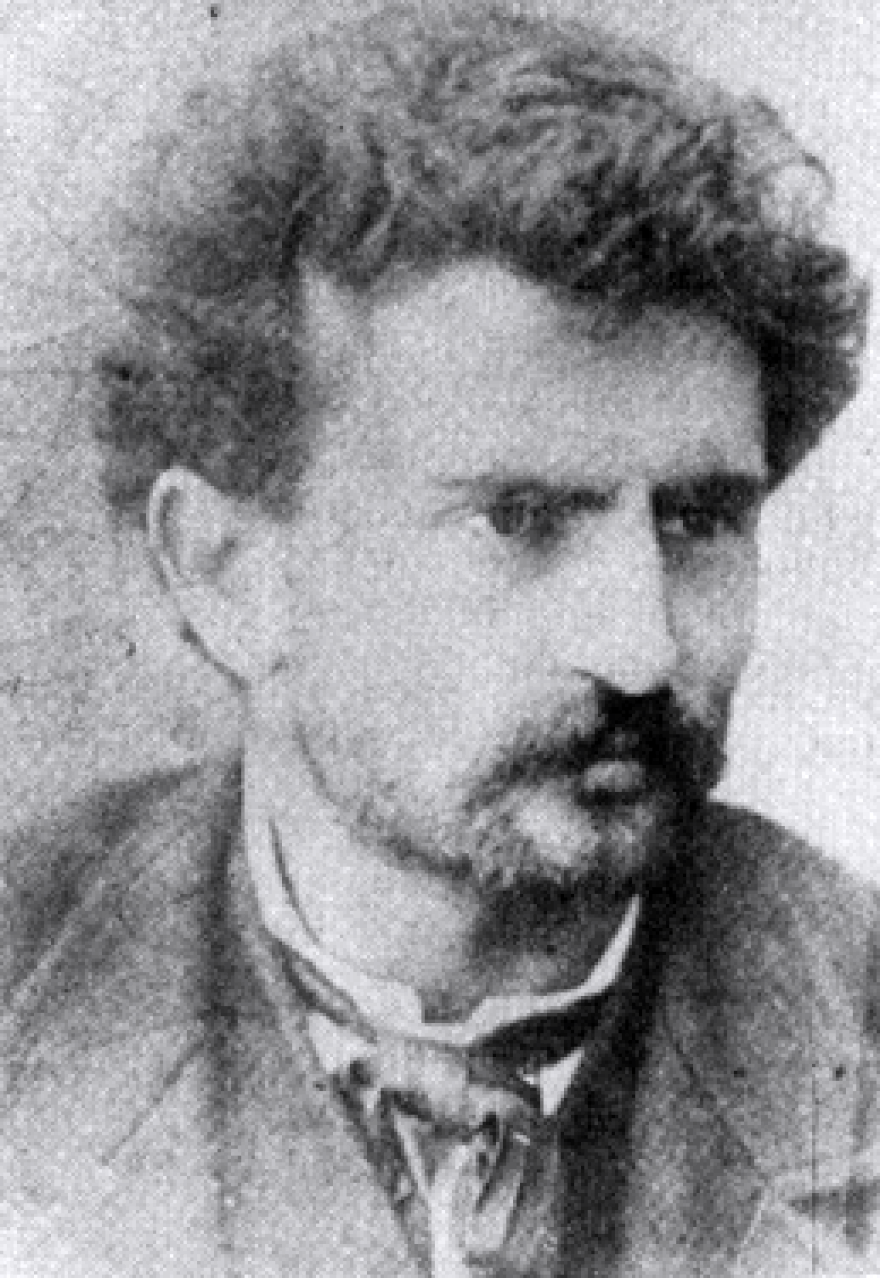
إريكو مالاتيستا.

إريكو مالاتيستا (بالإيطالية: Errico Malatesta، م.14 ديسمبر 1853 - و. 22 يوليو 1932) شيوعي لاسلطوي إيطالي. وكان لاسلطوياً متمرداً في أول حياته. عاش جل حياته في المنفى بعيداً عن وطنه إيطاليا ومكث في السجن ما يزيد عن عشر سنوات. حرر وكتب لعدد من الصحف الراديكالية وكان على صداقة مع ميخائيل باكونين. نال إريكو قدراً كبيراً من الشعبية، وحسب الصحفي بريان دوهرتي، «استطاع مالاتيستا استقطاب عشرات الآلوف وأحياناً أكثر من 100,000 معجب عند وصوله إلى مكان ما.»

## سيرته الذاتية
ولد مالاتيستا في سانتا ماريا كابو فتير في محافظة كازيرتا جنوب إيطاليا. وجاء اعتقاله الأول في سلسلة اعتقالات طويلة في عمر الرابعة عشر حيث ألقي القبض على مالاتيستا لكتابته رسالة إلى الملك فيكتور إيمانويل الثاني شاكياً فيها الظلم المحلي.
تعرف مالاتيستا على فكر الجمهورية المازينية أثناء دراسته الطب في جامعة نابولي إلا أنه طرد منها عام 1871 بحجة انضمامه إلى تظاهرة. نتيجة حماسته لكومونة باريس وصداقته مع كارميلو بالادينو، انضم إلى فرع نابولي من رابطة العمال الدولية في نفس السنة كما علم نفسه أن يكون ميكانيكيًا وكهربائيًا. والتقى عام 1872 بميخائيل باكونين حيث شاركا في مؤتمر القديس إيمر الدولي. على مدى السنوات الأربع التالية، ساعد مالاتيستا في نشر الدعاية الدولية في إيطاليا وكان قد سجن مرتين بسبب نشاطه هذا.
وفي أبريل 1877، قاد مالاتيستا واستبانك روسيا كارلو كفريو وثلاثون أخرون تمرداً في محافظة بينيفيتو باسطين سيطرتهم على قرى ليتينو وغالو دون صعوبة تذكر. وأحرق الثوار سجلات الضرائب وأعلنوا نهاية عهد الملك وقوبل تحركهم هذا بالحماسة حتى أن كاهناً محلياً أظهر دعمه. إلا أن بعد مغادرتهم جالو ألقي القبض عليهم من قبل القوات الحكومية التي احتجزتهم لمدة ستة عشر شهراً قبل أن تبرئهم. وبعد عدد من الهجمات الإرهابية على العائلة المالكة الإيطالية وأنصارها، ظل الراديكاليون قيد مراقبة الشرطة المستمرة. وعلى الرغم من نفي الفوضويبن علاقتهم بالهجمات، شملت المراقبة مالاتيستا بصفته داعياً للثورة الاجتماعية. وبعد عودته إلى نابولي، اضطر مالاتيستا إلى مغادرة إيطاليا بداعي الظروف إلى منفاً طويل.
أمضى في مصر فترةً وجيزةً في زيارة بعض أصدقائه الطليان إلا أن القنصلية الإيطالية سرعان ما طردته من البلاد. وبعد عمله على متن سفينة فرنسية ورفض سوريا وتركيا وإيطاليا استقباله حط مالاتيستا الرحال في مارسيليا ومنها ذهب إلى جنيف في سويسرا التي كانت حينئذ كعبة اللاسلطويين. وفيها جمعته صداقة مع إليز ريكلوس وبيوتر كروبوتكين حيث ساعد مالاتيستا الأخير في كتابة الثورة (بالإيطالية[ ؟ ]: La Révolte). إلا أن سويسرا سرعان ما طردته أيضاً حيث سافر أخيراً إلى لندن عام 1880 مروراً برومانيا وباريس وبلجيكا.

### لندن
في لندن عمل مالاتيستا في بيع البوظة وكميكانيكي وشارك عام 1872 في مؤتمر الدوليين.
ذهب عام 1882 إلى مصر لقتال قوات بريطانيا الاستعمارية وعاد بعدها سراً إلى إيطاليا في العام التالي. في فلورنسا أنشأ مالاتيستا صحيفة لاسلطوية أسبوعية باسم المسألة الاجتماعية (بالإيطالية[ ؟ ]، La Questione Sociale) حيث ظهر كتيبه الأكثر شعبية بين المزارعين (بالإيطالية[ ؟ ]، Fra Contadini) لأول مرة. عاد مالاتيستا إلى نابولي عام 1884 لتمريض ضحايا وباء الكوليرا في الوقت الذي كان ينتظر فيه تنفيذ حكم بسجنه ثلاث سنوات. ومرة أخرى، غادر إيطاليا لأمريكا الجنوبية هرباً من السجن. عاش عام 1885 في بيونس آيرس حيث استأنف نشر المسالة الاجتماعية وشارك في تأسيس نقابة الخبازين، أولى النقابات العمالية في الأرجنتين تاركاً أثراً لاسلطوياً في الحركات العمالية لسنين قادمة.
وعند عودته إلى أوروبا عام 1889، نشر صحيفة الرابطة (بالإيطالية[ ؟ ]، L'Associazione) في نيس إلى أن اضطر إلى الفرار إلى لندن. واستقر مالاتيستا في لندن للسنوات الثماني القادمة وقام برحلات سرية إلى لفرنسا وسويسرا وإيطاليا وذهب في جولة محاضرات إلى إسبانيا مع فيرناندو تاريدا ديل مرمول. وخلال هذه المدة كتب مالاتيستا عدة كتيبات هامة ومنها اللاسلطوية. شارك عام 1907 في المؤتمر اللاسلطوي الدولي في أمستردام حيث تناظر مع بيير مونات حول علاقة اللاسلطوية وحركة التضامن الدولية (أو النقابية). ورأى الأخير أن حركة التضامن الدولية ثورية وقادرة على تهيئة طروف الثورة الاجتماعية بينما اعتبر مالاتيستا أن الحركة وحدها لا تكفي. ورأى مالاتيستا أن النقابات إصلاحية وقد تكون أحياناً محافظة. وإلى جانب كريستيان كورنيلسن استشهد بالنقابات الأمريكية مثالاً على النقابات التي تتكون من عمال مؤهلين الذين استعدوا عمال غير مؤهلين من أجل الدفاع عن مكانتهم الأفضل نسبياً. مثُل مالاتسيا عام 1912 أمام محكمة شرطة شارع بو بتهمة تشهير جنائية وأسفرت المحاكمة عن حكم بالسجن لثلاثة أشهر وتوصية بالترحيل. وألغي الأمر القضائي هذا بعد حملات الإعلام الراديكالي ومظاهرات منظمات العمال.
وبعد الحرب العالمية الأولى، عاد مالاتيستا في نهاية المطاف إلى إيطاليا للمرة الأخيرة. وبعد عامين من عودته في عام 1921 قامت الحكومة الإيطالية بسجنه مجدداً إلا أنها أفرجت عنه قبل مجيء الفاشيين إلى الحكم بشهرين.من عام 1924 حتى عام 1926 وحين أسكت بينيتو موسوليني كل الصحافة المستقلة، أصدر مالاتيستا مجلة الفكر والإرادة (بالإيطالية[ ؟ ]، Pensiero e Volontà) إلا أنه تعرض للمضايقة كما عانت المجلة من مقص الرقيب. قضى مالاتيستا ما تبقى من عمره بهدوء نسبي وكسب رزقه عمله ككهربائي.وبعد سنوات من المعاناة من جهاز تنفسي ضعيف وانتكاسات في القصبات الهوائية عانى من الالتهاب الرئوي والذي قضى عليه بعد أسابيع قليلة بالرغم من إعطائه 1500 لتراً من الأكسجين في الساعات الخمس الأخيرة. فارق الحياة يوم الجمعة 22 يوليو 1932.

## معتقداته السياسية
كان مالاتيستا فوضوياً ملتزم حيث واظب على الالتزام بمبادئ الفوضوية مهما كان الموقف. رفض على الدوام الأحزاب والثورة السياسية مفضلاً الثورة الاجتماعية كما كان متورباً من توظيف النقابات الثورية أداةً لدعاة الحركة العمالية الفوضوية.وجسد عمله المستمر كمنظم وخطيب أفكاره عن حرية التجمع حيث كان من المفيد حسب مالاتيستا الانضمام إلى منظمة ما بهدف عمل شيء ضمن مجموعة. ولم يكن لديه شعور بالانتماء إلى مجموعة لمجرد الانتماء.

### مالاتيستا والعنف
للمزيد، انظر: الأناركية والعنف
كان مالاتيستا ثورياً ملتزماً حيث أعتقد أن الثورة الفوضوية قادمة وأن العنف جزء ضروري منها بما أن الدولة استمدت قوتها من القسر العنيف. كما كتب في مقاله «العجالة الثورية»:
«من طموحنا وهدفنا أن يصبح الجميع على وعي اجتماعي وفاعلية ولكن لتحقيق هذه الغاية فلابد من توفير كل وسائل الحياة والتنمية وتدمير بالعتف حيث لا نستطيع ذلك دونه العنف الذي يمنع عن العمال حقوقهم.» (الإنسانية الجديدة، رقم 125، 6 سبتمبر 1921)
دعا مالاتيستا إلى العنف باعتباره جزءاً ضرورياً من تحرير الطبقة العاملة.

## دورياته
- الثورة (مع كروبتكن وآخرين) (بالإيطالية[ ؟ ]، La Révolte)
- المسألة الاجتماعية (بالإيطالية[ ؟ ]، La Questione Sociale)
- الرابطة (بالإيطالية[ ؟ ]، L'Associazione)
- الإنسانية الجديدة (بالإيطالية[ ؟ ]، Umanità Nova)
- الفكر والإرادة (بالإيطالية[ ؟ ]، Pensiero e Volontà)

## للمزيد
كتب
- إريكو مالاتيستا: حياته وأفكاره. تجميع وتحرير فرنون ريتشاردز. (بالإنجليزية:Errico Malatesta: His Life And Ideas. Compiled and edited by Vernon Richards. Freedom Press, 1965, 1984)
- اللاسلطوية. تأليف إريكو مالاتستا وترجمة فرنون ريتشاردز. (بالإنجليزية: Anarchy. Errico Malatesta, translated by Vernon Richards. Freedom press 1974)
- حياة مالاتيستا. تأليف لويجي فابري وترجمة آدم وايت. (بالإنجليزية: Life of Malatesta. Luigi Fabbri, translated by Adam Wight. Originally published 1936)
- في المقهى: حوارات عن اللاسلطوية. تأليف إريكو مالاتيستا. (بالإنجليزية: At The Cafe: Conversations on Anarchism. Errico Malatesta. Freedom Press, 2005)
- اللاسلطوية أم الديمقراطية؟ تأليف إريكو مالاتيستا وفرانسيسكو مرلينو. (بالإنجليزية:Anarchism Or Democracy? Errico Malatesta and Francesco Merlino, 1974)

أفلام
- مالاتيستا. إخراج بيتر ليلنثال (بالألمانية: Malatesta (1970), directed by Peter Lilienthal))

## وصلات خارجية
- إريكو مالاتيستا على موقع الموسوعة البريطانية (الإنجليزية)
- صفحة إريكو مالاتيستا على موقع الموسوعة اللاسلطوية
- صفحة إريكو مالاتيستا على موقع أرشيف اللاسلطوية
- أرشيف إريكو مالاتيستا على موقع أرشيف الماركسية الإلكتروني
- مقالات عن وبقلم إريكو مالاتيستا
- أرشيف إريكو مالاتيستا على موقع Libcom.org
- مقالات إريكو مالاتيستا على موقع Kate Sharpley Library